# Cratere Rimbaud
Rimbaud  è un cratere sulla superficie di Mercurio.